# Ü

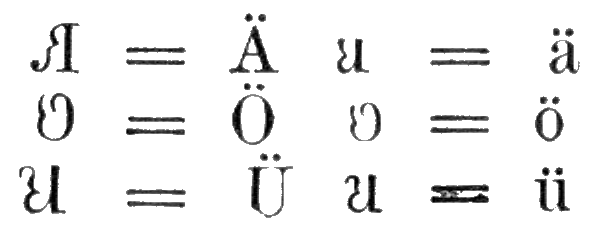
Johann Martin Schleyer propôs em Volapük uma alternativa para o "ü", mas raramente é usado.

"Ü" ou "ü" é um caractere que representa também uma letra de muitos alfabetos latinos, ou a letra U com umlaut.
O "ü" é usado em vários idiomas como o alemão, castelhano, galego, estoniano, húngaro, turco, bem como no método pinyin de transcrição da língua chinesa.
Até a entrada em vigor do Acordo Ortográfico de 1990, no Brasil era também usado o "ü" em contextos do tipo -gu- e -qu- (agüentar, lingüista, seqüência) para indicar que a letra "u" deveria ser pronunciada. Tal regra, definida pelo Formulário Ortográfico de 1943, era exclusiva do português brasileiro.